# Inge Bertels
Inge Bertels (Herentals, 1976) is historicus en sinds 2021 decaan van de Faculteit Ontwerpwetenschappen aan de Universiteit Antwerpen.

## Onderzoek
Het onderzoek van Bertels zit op het snijvlak van de negentiende- en twintigste-eeuwse bouwgeschiedenis, architectuur- en stadsgeschiedenis. Ze heeft expertise ontwikkeld in architectuur- en techniekgeschiedenis, stadsgeschiedenis, monumentenzorg en herbestemming van historische gebouwen.

## Loopbaan
Gelijktijdig met haar studie conservatie werkte ze als architectuurhistoricus bij het architectenbureau R. Steenmeijer & H. Baksteen (1999-2000). Van 2000 tot 2006 was ze verbonden aan het Internationaal Centrum voor Conservatie R. Lemaire en de onderzoeksgroep Architectuurgeschiedenis van het Departement Architectuur, Stedenbouw en Planning van de KULeuven waar ze in 2008 haar doctoraat 'Building the City, Antwerp 1819-1890' verdedigde.
Later werkte ze als postdoctoraal onderzoeker (Fonds Wetenschappelijk Onderzoek (FWO)) aan het Centrum voor Stadsgeschiedenis van de Vakgroep Geschiedenis van de Universiteit Antwerpen en als docent en onderzoeker aan het Departement Kunstgeschiedenis & Archeologie en Architectonische Ingenieurswetenschappen van de Vrije Universiteit Brussel (VUB). Vanaf 2018 is ze werkzaam als professor architectuurgeschiedenis en bouwcultuur aan de Faculteit Ontwerpwetenschappen van de Universiteit Antwerpen. Aan deze faculteit werkt ze sinds 2021 als hoogleraar en decaan. Als promotor heeft ze vele doctoraatsonderzoeken begeleid.
Bertels is lid van de adviesraad van het International Journal of Construction History, lid van Le Conseil d'administration van de Association francophone d'histoire de la construction (Parijs) en lid van het bestuur van het Vlaams Architectuurinstituut (VAi). Ze wordt onder meer uitgenodigd om deel te nemen aan de expert review panels van de FWO en EU ERC research funding programma's.

## Belangrijke publicaties
- Building the city, Antwerpen 1819-1890 (2008)
- Antwerpen: biografie van een stad (2010)
- De bouwwerf als pars pro toto: historisch onderzoek naar het proces van het bouwen (2017)
- Construction history in Belgium 2004-2014: from Atlas to Zastavni (2018)
- Historische reflecties: een geslaagde geschiedenis van het Antwerpse stadhuis (2022)